# Döröske
Döröske község Vas vármegyében, a Körmendi járásban.

## Fekvése
Döröske a Kemeneshát Rábára tekintő peremén fekszik, Körmendtől keletre 12 kilométerre, 180-244 méter közötti tengerszint feletti magasságban. Központján a Molnaszecsőd-Katafa közti 7445-ös út húzódik végig.
A környező települések: Molnaszecsőd, Magyarszecsőd, Döbörhegy, Szarvaskend, Nagymákfa és Gersekarát.

## Éghajlata
Éghajlata kiegyensúlyozott, szélsőségektől mentes. Az évi középhőmérséklet az országos átlag alatt, 8,3-8,9 °C között van. A nyár és a tél enyhébb, mint a keletebbre eső területeken. Hazánk csapadékosabb tájai közé tartozik. Az évi csapadékmennyiség 700–950 mm között mozog. Az esős napok száma 31. Januári középhőmérséklet 1,4 °C, a júliusi 20,4 °C. Az első fagyos napok október 25-e körül az utolsók április 10-e körül jelentkeznek. Természetesen manapság kissé eltolódhatnak ezek az időpontok. A napsütéses órák száma évente 1700-1800 közötti. Ebből tenyészidőre 1200-1300 óra jut.

## Növényzet, talaj, állatvilág
A gyertyános–tölgyes és cseres-tölgyes régióba tartozik. A terület a Pannonicum flóratartomány Nyugat-dunántúli flóravidékének alpokalji flórajárásába tartozik. Természetes erdőtársulásaik főleg a lombelegyes erdeifenyvesek, bükkösök és gyertyános–tölgyesek, cseres–tölgyesek, a patakok mentén égerligetek, a Rába mentén puhafaligetek (fűz–nyár ligeterdők és keményfaligetek (tölgy–kőris–szil ligeterdők nőttek. A Rába és a Csörnöc természetes holtágai (de a szabályozással levágottak is) rendkívül értékes természeti képződmények. Ezekben gyékényesek, nádasok és más mocsarak, esetleg fűzlápok alakultak ki.
A fő talajképző kőzet az agyag és a kavics, de jellemző még a barna erdőtalaj is, a kis mértékben kötött kőzeten az agyagbemosódásos barna erdőtalaj, a völgyekben réti talajok a jellemzőek. A község lejtős területein a szántóföldi művelés nem nyújt kiemelkedő értékeket.Így megfigyelhető hogy a dombok, lankák déli oldalain szőlő és gyümölcs termesztés a jellemző. Csak a szélesebb hátakon, a falu Nyugati és Déli térségeiben folyik szántóföldi művelés, növénytermesztés. A táj mezőgazdasági potenciálja gyenge.
A térségben a hazai dombvidékekre általában megjelenő állatvilág a jellemző. A vadászható apróvad mára már nagyon kevés, a nagyvad állománya viszont jó. A szarvas állománya meglehetősen jó, hiszen keveredik a zalai területekkel. Jelentős a szarvas és a vaddisznó által okozott mezőgazdasági vadkár. Jellemző nagyvad még az őz, melyben úgyszintén gazdag a terület. Apróvadból a róka az, ami nagy számban megtalálható a térségben.
Döröske mellett lőtte Molnár Lajos a havasi csóka hazai előfordulásának egyetlen bizonyító példányát.

## A falu leírása
A falu változatos környezetben épült fel. Északi előterében a Szentegyházhegy alatt a Csörnöc-patak síksága található, mely lényegében a Rába síkságával kapcsolódik össze. Itt található a Vasi Hegyhát vonulata. Itt Döröske alatt a Csörnöc-Herpenyő és a Rába közötti távolság körülbelül 3 km. A Berek felett a tájat uralva áll a 225 méter magas Szentegyházhegy, a 8-as főútról érkezve már messziről szembetűnik a templom. Ettől délre helyezkedik el a falu, melynek házai a Malom-patak völgyébe is leereszkednek. Egy szűk utcán jutunk le ebbe a völgybe, ahol a Malom-patak vizét 1976-ban tóvá duzzasztották. Ez a tó már évtizedek óta turisztikai központ, fürdésre, pihenésre szolgál. A tó két oldalán domb húzódik, mely így körülöleli a víztározót. A tó keleti oldalán emelkedik a szőlőhegy, mely 244 méteres magasságával a község legmagasabb pontja (Öreghegy). Itt szőlők, gyümölcsösök, pincék, nyaralók sorakoznak.

## Története
Első okleveles említése 1244-ből származik. Ebben már említést tesznek templomáról, ami még ma is látható a régi temetőben.
A különböző századokban a falu nevét az alábbi alakokban említik:
- Druska (1244)
- Dereske (1276)
- Dyriske (1278)
- Duruske (1283)
- Duruska (1292)
- Derechke (1549)
- Deoroske (1565)
- Döröske (1624)

Kezdetben, a 13. századtól, okleveles említések soraiból kiolvasva arra jöhetünk rá, hogy a faluban csak pár szegény élt. Tehát akkoriban csak birtok volt, mintsem igazi lakó falu. Egy oklevél 1331-ben arról ad tanúbizonyságot, hogy a Saar-i Marcellus fia öt évre adta zálogba a területet Monkus Miklósnak.
Darabos János 1538-ban birtokolja a területet, majd Darabos Gergely 1549-ben birtokolja Döbörheggyel együtt. Ekkor 11 porta, egy bíró, hat zsellér, egy kocsis, és egy malom volt a két faluban.
A falu lakossága a történelem során sok alkalommal szenvedett a katonaságtól, és több alkalommal fel is jelentették őket.
A falu közelében ekkoriban még "kastély", castellum, mai terminológiával vár állt. Nem keverendő össze, a tőle néhány száz méterrel, a Nagykút feletti dombtetőn található várral (Várdomb, Várad). Ez utóbbi közelében téglaégető hely is volt található. A vár belsejébe feltehetően egy szekérrel is jól járható út vezetett az erdőn keresztül, mely ma is látható. A domb tetejéről visszanézve, különösen ősszel, jól látható az egykori "kastély" területe, valamint a távolabbi templom is. A szájhagyomány szerint a vár a török időkben égett le.
„A vár (kastély) három oldalról nehezen megközelíthető dombon épült. A támadható déli oldalon kettős, mély szárazárok védte. A belső árok ma is 4 m mély. A két árok között talán kaputorony állhatott. Erre utal a külső árok szögletesen megtört vonala. A kis vár belsejében (talán trapéz alaprajzú) téglaépület, nyilvánvalóan lakótorony állt. A helyszínen gyűjtött téglák ugyanabból a kézi vetésből származnak, mint a kastélytól 400 m-nyire található 1200 körüli építésűnek tartott temploméi. Nagy valószínűséggel feltételezhető, hogy ugyanakkor, nyilván ugyanaz a birtokos építette mindkettőt. 1471-ben oklevél említi a nádasdi Darabos család itteni castellumát. Az 1549-ből származó adóösszeírásból megtudhatjuk, hogy a döröskei kastély lakója ekkor Darabos Gergely, a megye későbbi alispánja volt.”
A döröskeiek úgy tudják, hogy a falu a nevét a volt vár védőjéről, Döröskei Jánosról kapta, aki egy támadás során halálosan megsebesült és utolsó kívánsága az volt, hogy a falut róla nevezzék el. Az idősebbek szerint a fent említett várat a törökök is elfoglalták. Ma már csak kövek, és régi edények található a helyszínen. Az utolsó falmaradványt 1930 környékén bontották le, és a mellette húzódó árkot töltötték fel vele. A Szentegyházhegy belső oldalán valamikor egy kastély állt. Innen a falubeliek, rengeteg kavicsot, törmeléket hordtak el. Különböző tárgyak is előkerültek,- rézdrót, rézszeg, cserép, pénzérme. A kastély alatt egy pince is húzódott, ahonnan egy út vezetett a várba. Az út egy szakasza még ma is látható.
1678-tól a Nádasdyak birtokolták egészen a 18. század közepéig.
1690-ben Döröskén 15 negyedtelkes jobbágy, 6 zsellér élt. Egy telekhez 40 hold szántó, 16 kocsi szénát adó rét, és még 40 hold erdő tartozott.
Ezután 1737-től átkerült a gróf Festetich család tulajdonába, akik a vasvári birtokukhoz csatolták.
1743-ban 18 jobbágyot, és 15 zsellért találunk Döröskén. Mária Terézia idejében 18 jobbágyporta volt, 20 házas és 1 háztalan zsellér élt Döröskén.
1851-ben 310 fő volt a lakosság létszáma.
1869-ben a nőknek a 83%-a, a férfiaknak a 72% írástudatlan volt.
1875-ben egy tanító volt a faluban, egy tanteremben 37 tanulót oktatott.
1898-ban 373 fő a lakosság, és ez mind római katolikus vallású.
Az állatállomány legnagyobb létszáma mind máig is 1911-ben volt. 220 szarvasmarha, 120 tehén, 254 sertés, 10 ló.
Az első világháborúban 37 hadbavonult volt, 11 hősi halált halt.
1930-ban a falu lakossága 436 fő, ipari keresők száma: 13, őstermelő 176, közszolgálatot 3 fő teljesített.
A második világháború 1945. március 31-én ért véget a Döröskeieknek. Eddig a magyar és német hadseregek, valamint polgári menekültek átvonuló területe volt.
Ekkor a lakosság száma 476 fő, családok száma 92 fő, házak száma 85 fő.

## Közélete

### Polgármesterei
- 1990–1994: Benkő László (független)[4]
- 1994–1998: Benkő Bálint (független)[5]
- 1998–2000: Benkő Bálint (független)[6]
- 2000–2002: Nagy Imre (független)[7][8]
- 2002–2006: Mizda Ferencné (független)[9]
- 2006–2010: Mizda Ferencné (független)[10]
- 2010–2014: Mizda Ferencné (független)[11]
- 2014–2019: Dománé Tóth Erika (független)[12]
- 2020–2024: Dománé Tóth Erika (független)[13]
- 2024– : Horváthné Varga Marietta Margit (független)[1]

A településen 2000. május 21-én időközi polgármester-választást tartottak, az előző polgármester lemondása miatt.
A 2019. október 13-án tartott önkormányzati választás után, a polgármester-választás tekintetében nem lehetett Döröskén eredményt hirdetni, mert szavazategyenlőség alakult ki a hivatalban lévő polgármester, Dománé Tóth Erika és egyetlen kihívója, Horváthné Varga Marietta Margit között; a 91 választó közül 76 adott le érvényes szavazatot, fele-fele arányban a két hölgyre. Az emiatt szükségessé vált időközi polgármester-választást 2020. január 19-én tartották meg, ezen már 102 választó szerepelt a névjegyzékben, és hat fő kivételével mindannyian érvényes szavazatot adtak le. A magasabb részvételi arány Dománé Tóth Erikának kedvezett, mindössze két szavazatnyi különbséggel ugyan, de ő lett a választás győztese.

## Néprajz

### Építészet
A faluban a házak, pajták borona- vagy sövényfalúak voltak. A legelterjedtebb építkezési forma a háromosztású ház volt (szoba, konyha, kamra). Ebben az időben a család szinte a teljes napját itt töltötte. Majd később a konyhából választották le a szobát, így jött létre a „tisztaszoba”.
A házhoz tornácot építettek, a ház elé főként az utca fonton volt a kiskert-virágoskert. Ez még ma is sok helyen megfigyelhető.
A telek végében, az udvarban építették a pajtát. A kamra szorosan a házhoz épült, majd istálló. Tyúk, és disznóól is a ház részét képezték. Megtalálható volt még a nélkülözhetetlen trágyadomb és a góré. Ezek mögé került a WC.

### Viselet
A lányok és asszonyok fejükön kendőt viseltek, a szoknyájuk bokáig ért, alsó szoknyájuk 2-3 is volt. A felső ruházatot fehér vászonból készítették. A lányok a hajukat egy fonatba összefogták, az asszonyok koszorúba fonva viselték. A férfiak vászon inget hordtak, fehér, vagy más színes gatyával, eléje pedig jellegzetes kék kötényt kötöttek fel. Az ünnepi öltözékük fekete posztó nadrág, fehér vászon ing, és fekete kalapból állt.

## A mai falu
A falu szerkezete sokat nem változott. Lakossága csökkent, és a lakóházak száma sem növekszik.
A régi házakat újítják fel a családtagok. Néhol épül egy-egy új ház, de ez igazán csak a szőlőhegyekre jellemző.
Ha megfigyeljük a képet a faluról, akkor szembetűnik, hogy egy nagyobb utca látható. Ez a Fő utca. Ebből még két utca, és egy gazdasági út nyílik. A templom utcája a Hársfa utca, a tóra vezető út a Mogyorósi utca. A gazdasági út pedig a közeli majorba vezet.
Ezeken kívül még találhatóak dűlőutak, melyek a tóról indulnak, a szőlőhegyekbe tartanak, külön elnevezésük nincs.
A házakat merőlegesen építették, építik az utcákra. Ez a szalagtelkes elrendezés miatt van. Az utcafrontra a téglalap alakú parcelláknak a rövidebbik oldala néz. Így hátrafelé építkeztek. Jól látható, hogy a parasztházak hosszúkásak voltak. Az 50-es, 60-as években építettek hozzájuk, így általában L alakú formát vettek fel. Az L alak talpa az utcára néz.
Egy templom található a faluban, mely az 1200-as években épült.
A falu központjában található a művelődési ház, a vegyesbolt, a kocsma és egy harangláb.
A szőlőhegyen az építkezés nem ennyire szabályos formában történik. Ott szabadabban helyezik el a pincéket, nyaralókat. Természetesen a vizet és villanyt a szőlőhegyen is bevezették.
A már említett víztározó ~1000 méter hosszú, és legnagyobb szélessége ~320 méter, legnagyobb mélysége 12 méter.
A tó az Őrségi Nemzeti Park tulajdonában van(2022).Itt működött 2005 nyaráig Nyugat-Magyarország egyik legnagyobb szabadtéri diszkója, melyet újra szeretne felvirágoztatni a tulajdonos.
A tó vize egy átlagos nyáron 24-26 °C körül alakul. Megtalálható itt a harcsa, ponty, keszeg, sügér, süllő és még sok más halfajta is.

## Népesség
A település népességének változása:
| Lakosok száma | 84   | 79   | 80   | 119  | 113  | 124  | 122  |
|               | 2013 | 2014 | 2015 | 2021 | 2022 | 2023 | 2024 |

A 2011-es népszámlálás során a lakosok 96,3%-a magyarnak, 11% németnek, 1,2% románnak mondta magát (3,7% nem nyilatkozott; a kettős identitások miatt a végösszeg nagyobb lehet 100%-nál). A vallási megoszlás a következő volt: római katolikus 81,7%, református 3,7% (14,6% nem nyilatkozott).
2022-ben a lakosság 86,7%-a vallotta magát magyarnak, 2,7% németnek, 0,9% románnak, 3,5% egyéb, nem hazai nemzetiségűnek (10,6% nem nyilatkozott; a kettős identitások miatt a végösszeg nagyobb lehet 100%-nál). Vallásuk szerint 46% volt római katolikus, 11,5% felekezeten kívüli (41,6% nem válaszolt).

## Közlekedése
A falunak vasútja nincs.
A legközelebbi Vasváron és Körmenden van. Mindkét város körülbelül 12 km-re található. Könnyen megközelíthető.
Buszközlekedése közvetlenül csak Körmendre visz.
A falut a 8-as főút felől Molnaszecsődről lekanyarodva, a 85-ös főút felől Katafáról lekanyarodva érhetjük el.

## Nevezetességei
- római katolikus temploma a 13. században román stílusban épült. A régi temetőben található épület Ifjabb Szent Jakab apostol tiszteletére szentelték fel. 1894-ben átalakították. Berendezési tárgyai a 19. század végéről valók. Műemléki védettséget élvez.
- a Fő út 6 szám alatt lévő telken található sánc, egy ma már nem álló Árpád-kori megerősített lakótoronyhoz tartozott.
- horgásztó: a Bogrács-patak vizét mesterséges tóvá duzzasztották, így fürdésre, horgászatra alkalmas
- a falu Csörnöc patakra néző dombján Várdomb és egy középkori téglaégető helye, a domb alatt a Nagykút